# Exalloniscus silvestri
Exalloniscus silvestri är en kräftdjursart som beskrevs av Kae Kyoung Kwon och Stefano Taiti 1993. Exalloniscus silvestri ingår i släktet Exalloniscus och familjen Oniscidae. Inga underarter finns listade i Catalogue of Life.